# Scandalo di Cleveland street
Lo scandalo di Cleveland street (“Cleveland street scandal”) è la locuzione scelta dai giornali per definire nel 1889 uno scandalo che coinvolse numerosi aristocratici che frequentavano un bordello maschile a Fitzrovia (Londra), in un'epoca in cui l'omosessualità era un reato anche fra adulti consenzienti in privato.
Nel tentativo di sfuggire alle imputazioni, l'avvocato di uno degli imputati, lord Arthur Somerset, minacciò di coinvolgere il principe Alberto Vittorio, secondo nella linea di successione al trono britannico.
Il coinvolgimento del principe nello scandalo non fu comunque confermato durante la sua vita.
Lo scandalo diede fiato ad atteggiamenti contrari all'omosessualità, presentata quale vizio aristocratico che corrompeva i giovani delle classi inferiori. Questo atteggiamento sopravvisse fino (e oltre) lo scandalo clamoroso che coinvolse Oscar Wilde nel 1895.